# Valiant (Film)
Valiant (zu dt. heldenhaft) ist ein 2005 erschienener computeranimierter Kinofilm von den Vanguard Animation und der erste in Großbritannien produzierte Animationsfilm. Produzent John H. Williams hatte zuvor schon bei mehreren Dreamworks-Produktionen, wie Shrek (2001) oder Shrek 2 (2004), mitgewirkt. Regie führte Gary Chapman.

## Handlung
Im Mai 1944, fünf Jahre nach Beginn des Zweiten Weltkriegs, überfliegen drei mutige und gut ausgebildete Brieftauben des britischen „Royal Homing Pigeon Service“ (RHPS; zu deutsch Königlicher Brieftaubendienst) den Ärmelkanal, als sie von einem im deutschen Dienst stehenden Falken angegriffen werden. Zwei der Tauben werden auf der Stelle getötet, die dritte wird als Kriegsgefangener zum Falkenbefehlshaber General von Talon gebracht.
Zur gleichen Zeit in „West Nestington“, etwas nördlich von London, sitzt ein kleiner Täuberich in seinem Stammlokal und sieht einen Propagandafilm der alliierten Streitkräfte, welcher zur Rekrutierung neuer Brieftauben aufruft. Der kleine Täuberich namens Valiant beschließt für sich auch einer der Brieftauben zu werden. Als der Besitzer der Bar, eine Seemöwe namens Felix, ihn bei diesem Gedanken unterstützt, kommt Wing Commander Gutsy in die Bar geflogen. Wing Commander Gutsy ist ein Kriegsheld, der schon lange für den RHPS tätig ist. Valiant drängelt sich durch die Menge und fragt den Wing Commander, wo er sich denn melden müsse, um auch eine Brieftaube zu werden. Als Valiant von seinen Freunden, aufgrund seiner geringen Körpergröße, ausgelacht wird, unterstützt ihn der Wing Commander und lädt jede Taube, die den Mut dazu hat, eine Brieftaube zu werden, ein, sich am folgenden Tag am Trafalgar Square in London zu melden.
Nach einem tränenreichen Abschied von seiner Mutter macht Valiant sich auf den Weg nach London. Dort angekommen trifft er unverhofft auf eine ziemlich unreine Taube namens Bugsy, der sich gerade beim Hütchenspiel mit zwei Elstern befindet. Im gleichen Moment, als die beiden Elstern herausfanden, dass Bugsy sie betrogen hatte, stößt Valiant an einen Zeppelin und fällt herunter. Er landet auf den Elstern und setzt diese damit außer Gefecht. Es beginnt eine Verfolgungsjagd quer durch London, durch Zufall geraten die beiden Tauben genau in die Straße, in der die Rekrutierung der RHPS stattfindet. Durch die Bekanntschaft von Valiant mit Wing Commander Gutsy wird er trotz seiner geringen Körpergröße aufgenommen. Die Taube Bugsy unterzeichnet ebenfalls, um den Fängen seiner Verfolger zu entgehen.
Am Ende befinden sich fünf Rekruten im Trainingslager: Valiant, Bugsy, eine intellektuelle rote Taube namens Lofty und das muskulöse aber leicht begriffsstutzige Zwillingspaar Toughwood und Tailfeather. Eine Taube mit dem Namen Sargeant bildet die fünf zum Squad F aus, wobei das F für „Future“ (Zukunft) steht. Im Lager von General von Talon schreitet man derweilen zu drastischen Maßnahmen, um den Gefangenen zum Reden zu bringen. Nach einer wirkungslosen Folter mit Jodelmusik greift man im Falkenlager zum Wahrheitsserum, unter welchem Mercury die Geheimbasis in Frankreich, Saint-Pierre, verrät.
Im Trainingslager lernt Valiant die Krankenschwester Victoria kennen, auf die er ein Auge geworfen hat. Während einer Trainingseinheit taucht Wing Commander Gutsy auf und berichtet dem Sargeant, dass seine Rekruten am nächsten Morgen aufbrechen müssen, gleich ob ihr Training abgeschlossen ist oder nicht. Bugsy beschließt jedoch, nicht an der äußerst gefährlichen Mission teilzunehmen, und flieht in der Nacht aus dem Lager. Trotzdem wirft er seinem Team einen trauernden Blick zu. Am nächsten Morgen steht Squad F, mit Ausnahme von Bugsy, bereit und geht an Bord eines Frachters in Richtung des besetzten Frankreichs. Im letzten Moment taucht Bugsy auf und wird von seinem Freund Valiant ins Flugzeug gezogen. Jede Taube bezieht im Flugzeug eine Transportkiste, die mit einem Fallschirm versehen über dem Zielgebiet abgeworfen werden soll. Die Reise wird schnell gefährlich, als das Flugzeug in einen Luftkampf gerät. Nach erheblichen Schäden wird eine Kiste nach der anderen aus dem Flugzeug gelassen. Nur die Box von Wing Commander Gutsy hat sich verhakt und kann nicht abgeworfen werden. Das Flugzeug stürzt ab und explodiert kurz nach dem Aufschlag, es nahm den Helden vermutlich mit in den Tod.
In Frankreich trifft das Team auf die beiden Mitglieder der Mäuse-Division der Résistance: Charles de Girl und Rollo. Die beiden führen die Tauben nach Saint-Pierre, wo sie die Nachricht erhalten, die sie überbringen sollen. Auf dem Weg werden sie von General von Talons Gefolgsmännern gejagt. Beim Versuch die beiden Falken abzulenken, wird Bugsy mitsamt der Nachricht, die er an sich genommen hatte, gefangen genommen und zum Falkenversteck gebracht. Valiant und der Rest von Squad F folgen den Falken zu ihrem Bunker. Als sie sitzend auf einem Stacheldraht darüber nachdenken, wie sie am besten zu Bugsy und der Nachricht gelangen können, taucht Wing Commander Gutsy aus dem Nichts auf. Er hatte den Flugzeugabsturz überlebt und den Weg seiner Kameraden verfolgt. In diesem Moment nimmt Valiant seinen Mut zusammen und fliegt direkt in das Kanonenrohr, das aus dem Bunker herausschaut. Am Ende angekommen entledigt er sich all seiner Gurte und Kleidungsstücke, um durch die Luke zu gelangen. Im Bunker sucht er sofort nach Bugsy und der Nachricht, ihm gelingt es nach dem Imitieren der beiden Falken General von Talon abzulenken und Bugsy und Mercury zu befreien, sowie die Nachricht zu verschlucken, da ihm seine Nachrichtenrolle fehlte. Die Falken verfolgen Squad F und Wing Commander Gutsy befiehlt Valiant nach London zu fliegen, um die Nachricht zu überbringen. Doch General von Talon bemerkt, dass eine der Tauben wegfliegt und nimmt an, diese hat die Nachricht, welche den Krieg entscheiden könne.
Nach einer spannenden Verfolgungsjagd versteckt sich Valiant, bis er von General von Talon gefasst wird. Mit der Hilfe von Felix und den Tauben überlistet Valiant Von Talon, indem er sich mit einem riesigen Haken in seinen Medaillen verfängt, so dass er von dem Wasserrad geschlagen wird. Valiant überbringt die Nachricht, und als diese im Kriegsministerium ankommt, werden die Pläne geändert: Die alliierte Flotte wird in der Normandie landen. Valiant und seine Kameraden werden für das Überbringen der Nachricht, die wirklich den Krieg entschieden hatte, mit der Dickin Medal ausgezeichnet. Nach der Auszeichnung kehrt Squad F zurück nach West Nestington in die kleine Bar, wo Valiant wieder auf Victoria, die Krankenschwester, trifft und sie küsst.

## Produktion
Valiant ist der erste CGI-Animationsfilm, der in Großbritannien produziert wurde. Seine Entwickler sind ehemalige Mitarbeiter verschiedener namhafter Studios, wie Dreamworks, Pixar und Disney. Mit einem neuen Animationsstudio, den Vanguard Studios, arbeiteten 179 Animatoren, Modelleure und weitere an diesem Projekt. Insgesamt nur fünf Computeranimatoren arbeiteten verschärft an den 76 Minuten des Films und bearbeiteten jede Szene gemeinsam in 106 Wochen. Tom Jacomb, Herstellungsleiter von Vanguard Animation, sagte: „Die meisten, nein, alle unserer Probleme waren Federn.“; das Animieren der Vogelfedern stellte für das ganze Team eine große Herausforderung dar. Letztendlich war man bei Disney dennoch der Meinung, der Film habe Potential und kaufte sämtliche Vermarktungsrechte am Film und eventuellen Merchandise.

## Veröffentlichung
Der Film feierte am 20. Mai 2005 seine Premiere auf einem Filmfestival in Valenciennes (Nordfrankreich) und startete fünf Tage später in den Kinos in Großbritannien. In den Vereinigten Staaten lief der Film ab dem 19. August 2005. Am 13. Dezember 2005 erschien er auf DVD. In Deutschland wurde der Film bislang nicht veröffentlicht.

## Rezeption

### Kritiken
Cinefacts.de bezeichnete Valiant als eine „harmlose und unverfängliche Disney-Unterhaltungsproduktion“ mit klassischen Charakterstereotypen. Die relativ kleine Produktion könne mit der Animationstechnik der großen nicht mithalten: „Hintergründe und Texturen sind flach, die Federn der Vögel nur schlecht animiert“. Gelobt werden einige bekannte Stimmen in der Originalsynchronisation, „die den Vögeln wenigstens etwas Tiefe und Liebenswürdigkeit verleihen“. Das Fazit lautete: „Routinierter Animationsfilm und seichte Unterhaltung.“

### Finanzieller Erfolg
Mit einem geringen Budget von nur 35.000.000 USD schafften die Produzenten es, ein Einspielergebnis von knapp 62.000.000 USD zu erwirtschaften. Zum Vergleich, die Hollywood-Produktion Shrek 2, an der John Williams vor Valiant mitarbeitete, kostete 150.000.000 USD.